# Dicke Eiche (Oberjosbach)

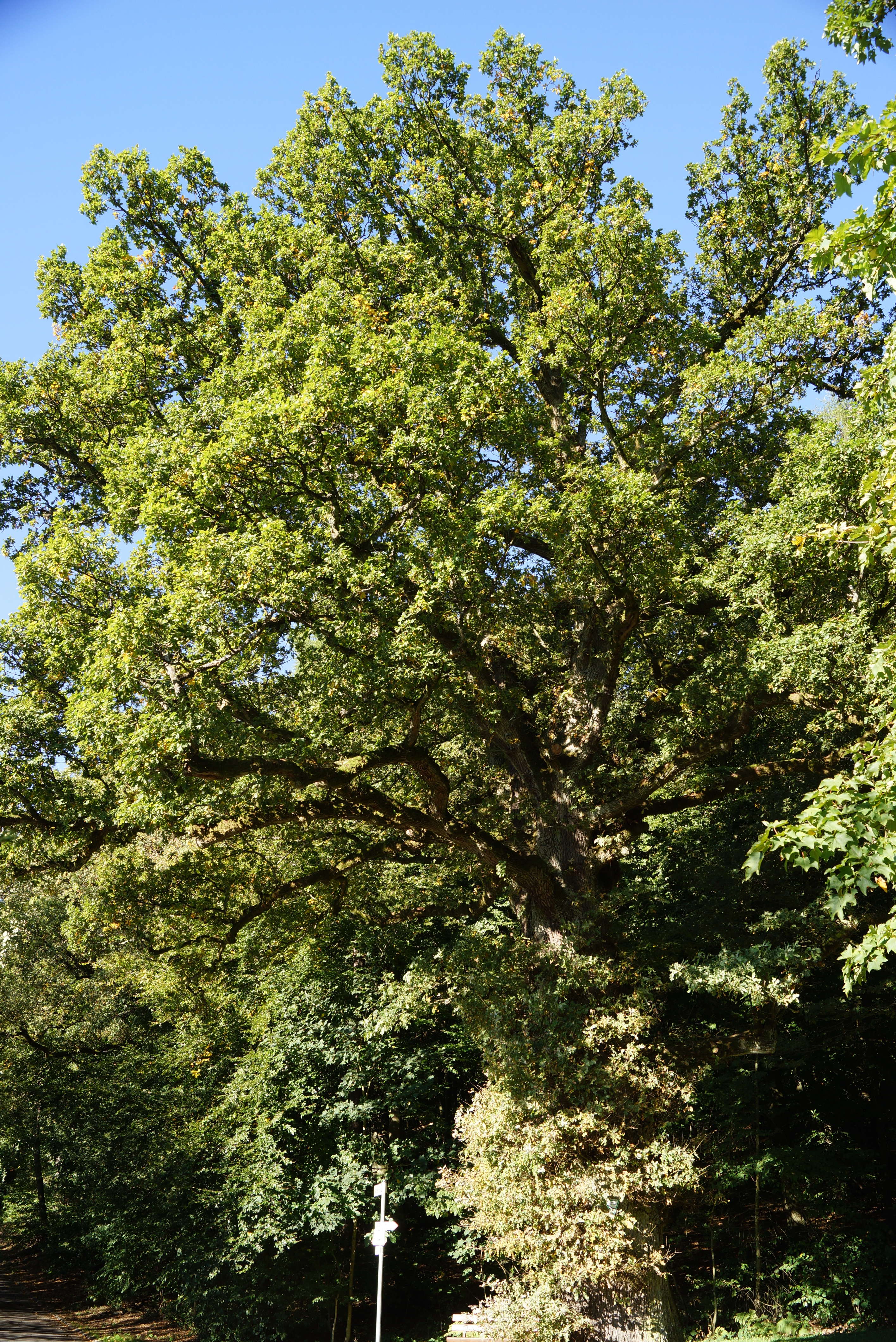
Dicke Eiche im Herbst 2015

Als Dicke Eiche – oder auch Alte Eiche – wird ein Naturdenkmal am Waldrand von Oberjosbach im Taunus, einem Ortsteil von Niedernhausen im hessischen Rheingau-Taunus-Kreis, bezeichnet. Sie wird auf ein Alter von 350 Jahren geschätzt; gelegentlich werden auch 500 Jahre genannt, was jedoch nicht stimmen wird. Ein benachbarter Baum, ebenfalls eine Eiche, die im Jahr 2000 gefällt werden musste, stammte aus dem Jahr 1769. Eine Baumscheibe von diesem ist im Wald oberhalb in der Nähe der Naturpark-Hütte am Lindenkopf zu sehen. Daneben informiert eine Tafel über die Geschichte zwischen 1797 und 1996.
Die Straße am nördlichen Waldrand, an welcher der Baum steht, heißt „An der Eiche“, hier führen mehrere gekennzeichnete Wanderwege vorbei; so auch der Waldinfo-Pfad.

## Nachweis
1. ↑  Dicke Eiche (Oberjosbach) auf wikimapia.org.

Koordinaten: 50° 10′ 29,9″ N, 8° 20′ 5,8″ O